# Gautier de Choiseul
Gautier de Choiseul (né vers 1305 - † en 1342) est seigneur de Choiseul, en Champagne. Il est le fils de Jean II de Choiseul, seigneur de Choiseul, et d'Alix de Grancey.

## Biographie
Né vers 1305, Gautier de Choiseul est le fils de Jean II de Choiseul, seigneur de Choiseul, et d'Alix de Grancey. Il devient seigneur de Choiseul en 1336 à la mort de son père.
Dès 1337, il déclare tenir du duc de Bourgogne des terres héritées de son père, puis il trouve un arrangement avec les moines de Morimond concernant le don de son aïeul Renard II d'une part des revenus des foires de Choiseul, mais cette solution ne durera que le temps de son vivant.
En 1339, il fait partie de l'armée du roi de France où il semble diriger sa propre compagnie de cinq écuyers. Il combat alors les Anglais dans les Flandres françaises dans ce qui est le début de la Guerre de Cent Ans, et se trouve alors probablement vers Cambrai, Bapaune et Arras.
Après ces guerres, il semble rester à Choiseul, peut-être affaibli par une blessure ou une maladie. Il décède en mars 1342 et est inhumé en l'abbaye de Morimond. Il est remplacé à la tête de la seigneurie de Choiseul par ses deux fils aînés Jean III de Choiseul et Henri de Choiseul qui semblent être seigneur en commun.
Son épouse Alix de Nanteuil lui survit quelques années et semble mourir à son tour en 1348.

## Mariage et enfants
Vers 1325, il épouse Alix de Nanteuil, probable fille de Gaucher IV de Nanteuil-la-Fosse et de Marguerite de Roucy, dont il a quatre enfants :
- Jean III de Choiseul, qui succède à son père en commun avec son frère puîné.
- Henri de Choiseul, qui succède à son père en commun avec son frère aîné.
- Gui de Choiseul, qui succède à ses frères.
- Jeannette de Choiseul, moniale à Rougemont.